# Volker Fried
Volker Fried (* 1. Februar 1961 in Osnabrück) ist ein ehemaliger Kölner Hockey-Spieler, der bei vier aufeinander folgenden Olympischen Sommerspielen für Deutschland gespielt hat.

  
Mit der deutschen Nationalmannschaft gewann er 1992 die Goldmedaille bei den Olympischen Sommerspielen in Barcelona, sein größter Erfolg nach dem Gewinn von Silber bei den beiden vorangegangenen Olympischen Spielen in Los Angeles (1984) und Seoul (1988).
Für den Gewinn der Goldmedaille wurden er und die deutsche Hockey-Mannschaft am 23. Juni 1993 mit dem Silbernen Lorbeerblatt ausgezeichnet.
Zwischen 1980 und 1996 bestritt Volker Fried insgesamt 290 Länderspiele für Deutschland. 1996 zog er sich nach den Olympischen Spielen in Atlanta aus der internationalen Szene zurück. Nach seiner aktiven Karriere wurde er Trainer beim Hockeyclub Düsseldorfer HC. Im Juni 2014 stieg er als Trainer mit dem Rheydter Spielverein in die 2. Bundesliga auf und als Spielertrainer mit der Reserve des Rheydter Spielvereins in die Oberliga auf.
Im Jahr 2015 ist er Trainer der Damenmannschaft des RTHC Bayer Leverkusen.